# Pampanito
Pampanito – miasto w Wenezueli, w stanie Trujillo, siedziba gminy Pampanito.
Według danych szacunkowych na rok 2011 liczyło 21 074 mieszkańców.